# The Flood (film)
Pour plus de détails, voir Fiche technique et Distribution.
The Flood (littéralement, L'Inondation) est un film américain réalisé par James Tinling, sorti en 1931.

## Fiche technique
- Titre : The Flood
- Réalisation : James Tinling
- Assistant-réalisateur : Sam Nelson
- Scénario : John T. Neville (en)
- Adaptation et dialogues : Bella Cohen,  Robert Bruckner
- Photographie : John Stumar (en)
- Montage : Gene Milford
- Direction artistique : Edward C. Jewell
- Musique : Peter Brunelli
- Producteur :
- Société de production : Columbia Pictures
- Sociétés de distribution : Columbia Pictures (États-Unis, Canada) ; United Artists (Royaume-Uni)
- Pays de production :  États-Unis
- Langue : Anglais américain
- Format : Noir et blanc — — 35 mm — 1,20:1 — Son : Mono (Western Electric System)
- Genre : Film dramatique, Thriller
- Durée : 65 minutes (1 h 5)
- Dates de sortie : 
  - États-Unis : 28 février 1931 (première) / 3 mai 1931 (sortie nationale)
  - Australie : 6 juin 1931
  - Irlande : 25 septembre 1931

## Distribution
- Eleanor Boardman : Joan Marshall
- Monte Blue : David Bruce
- Frank Sheridan : David Bruce, Sr.
- David Newell (en) : Randolph Bannister
- William V. Mong : Colonel Marshall
- Violet Barlowe : Emily
- Eddie Tamblyn (en) : Willy
- Arthur Hoyt : Oncle George
- Ethel Wales : Tante Constance
- Buddy Ray : Ray Jeff